# La Tigrilla
La Tigrilla es una localidad del estado mexicano de Chiapas. Es parte del municipio de La Concordia.

## Demografía
| Gráfica de evolución demográfica |
|                                  |

| Censo | Población |
| ----- | --------- |
| 1940  | 5         |
| 1950  | 330       |
| 1960  | 614       |
| 1970  | 813       |
| 1980  | 1 349     |
| 1990  | 1 746     |
| 2000  | 2 151     |
| 2010  | 2 346     |
| 2020  | 2 784     |